# Mykołajiwka (hromada Kostiantyniwka)
Mykołajiwka (ukr. Миколаївка) – wieś na Ukrainie, w obwodzie chersońskim, w rejonie kachowskim, w hromadzie Kostiantyniwka. W 2001 liczyła 216 mieszkańców.